# Cal Vinyaire de la Melgosa
Cal Vinyaire de la Melgosa és una masia del municipi de Biosca (Solsonès) que forma part de l'Inventari del Patrimoni Arquitectònic de Catalunya.

## Descripció
És un edifici de quatre façanes i tres plantes. A la façana sud-est, té una entrada amb llinda de pedra i porta de fusta que dona a la segona planta. A la seva dreta hi ha una petita finestra amb reixa. A la planta següent hi ha dues finestres emmarcades amb pedra. A la façana sud-oest, a la planta baixa a la dreta, hi ha un petit edifici annex de nova construcció. A l'esquerra hi ha una petita obertura. A la planta següent, hi ha dues finestres emmarcades amb carreus i a la darrera una altra.
A la façana nord-est, es troba quasi a nivell de terra, hi ha una entrada amb porta metàl·lica. A la façana nord-oest, hi ha dues finestres amb reixa a la planta baixa, i una a la següent. La coberta és de dues vessants(nord-oest, sud-est), acabada amb teules.
Hi ha un edifici adjunt de quatre façanes i dues plantes. Es troba just a sobre de l'anterior. A la façana nord-est, té una entrada amb porta metàl·lica a la planta de dalt. A la façana sud-est, hi ha una entrada amb llinda de pedra i porta de fusta rudimentària a la planta baixa, a la planta superior hi ha una finestra. A la façana sud-oest, no hi ha cap obertura. A la façana nord-oest, hi ha una finestra a la planta de dalt. La coberta és de dues vessants(nord-est, sud-oest), acabada amb teules.
Davant de la façana sud-est del primer edifici, hi ha un edifici que tenia funció ramadera. A l'altre costat del camí, hi ha un petit edifici de dues plantes i quatre façanes.